# Tong’an (sockenhuvudort i Kina, Jiangxi Sheng, lat 28,56, long 114,89)
Tong'an är en sockenhuvudort i Kina. Den ligger i provinsen Jiangxi, i den sydöstra delen av landet, omkring 98 kilometer väster om provinshuvudstaden Nanchang. Antalet invånare är 7 663. Befolkningen består av 3 641 kvinnor och 4 022 män. Barn under 15 år utgör 19,0 %, vuxna 15-64 år 71 %, och äldre över 65 år 8,0 %.
Runt Tong'an är det ganska tätbefolkat, med 139 invånare per kvadratkilometer. Närmaste större samhälle är Tangpu, 15,7 km sydost om Tong'an. I omgivningarna runt Tong'an växer i huvudsak blandskog.
Genomsnittlig årsnederbörd är 2 406 millimeter. Den regnigaste månaden är maj, med i genomsnitt 404 mm nederbörd, och den torraste är oktober, med 55 mm nederbörd.